# 鄒亮
鄒亮（？—？），江西建昌县人，清朝政治人物。捐职出身。
道光八年七月，擔任清朝廣東省潮州府豐順縣知縣。后由劉登榜接任。